# Коллоредо, Рудольф фон
Рейхсграф Рудольф Иероним Эйсебиус фон Коллоредо-Вальдзее (нем. Rudolf Hieronymus Eusebius Reichsgraf von Colloredo-Waldsee; 2 ноября 1585 года, Бадвейс — 24 февраля 1657 года, Прага) — австро-имперский фельдмаршал XVII века, тайный советник, губернатор Праги и великий приор Мальтийского ордена.

### Начало карьеры
Рудольф был младшим сыном камергера при императорском дворе и имперского барона с 1591 года Людвига Коллоредо и графини Перлы фон Полинико..
Крестным отцом Рудольфа был император Рудольф II, у которого он служил пажом, стольником и виночерпием. В декабре 1594 года император передал ему богатое комтурство Мальтийского ордена Гросс-Тинц в Силезии, к которому Коллоредо присоединился в 1595 или 1605 годах.
В 1610 году он присоединился к наёмному отряду Воины Пассау (нем. Passauer Kriegsvolk) под командованием Лаврентия Раме, который должен был поддержать императора в конфликте с братом и эрцгерцогом Матвеем, но при этом сильно разграбил Верхнюю Австрию и юг Богемии. Будучи капитаном пяти рот аркебузиров, Коллоредо был объявлен вне закона в 1611 году ставшим королем Богемии Матвеем. В следующем году тот предложил командиру присоединиться к нему в звании полковника, но Рудольф отказался и поступил на службу к эрцгерцогу Австрии и будущему императору Фердинанду, для которого в 1615 году набрал 400 кирасиров и роту пехоты и за которого до 1617 года сражался во Фриульской войне против Венецианской республики.
На протяжении Тридцатилетней войны служил Габсбургам. В октябре 1619 года ему было присвоено звание полковника в собственном полку, в конце года он стал комендантом Корнойбурга и в следующем году отправился сначала в Прессбург, где пал его командир Анри Дампьер, а затем в Богемию, где участвовал в Белогорской битве. После этого он принял участие в кампании в Венгрии, присутствовал в армиях Карла Бюкуа, Иоганна Штадиона и Максимилиана фон Лихтенштейна. В 1622 году его полк был передан на содержание эрцгерцога Леопольда Тирольского, в ноябре следующего года ему было поручено начать вербовку солдат в Богемии, но до окончания процедуры разрешение было отозвано.

### Возвышение
26 октября 1624 года император Фердинанд II возвел его вместе с братьями Иеронимом и Лелием в статус имперского графа. В июне 1625 г. ему вновь был придан пеший полк. В 1626 году главнокомандующий имперской армией Альбрехт фон Валленштейн отправил его в поддержку генерала Иоганна Тилли, под командованием которого тот сражался в битве при Луттере. В 1627 году он сначала двинулся в Верхнюю Силезию против Габора Бетлена, затем против датчан в Мекленбург и Ютландию. В октябре он стал главнокомандующим Моравии и Силезии.
Во время войны за мантуанское наследство Рудольф был отправлен в северную Италию, сумев нажить огромное богатство при разграблении Мантуи в июле 1630 года имперской армией под командованием Матиаса Галласа. 27 января 1632 года ему было присвоено звание фельд-фельд-сержанта. Отличился в сражении при Лютцене 6 ноября 1632 года, где блокировал шведскую армию небольшими силами до тех пор, пока Валленштейн не успел выстроить войско в боевой порядок. Он получил семь ранений, в том же году был повышен до звания фельдцейхмейстера.

### Опала
Валленштейн назначил его командующим артиллерией основной армии. 22 августа 1633 года Коллоредо принял участие во взятии Лейпцига Генрихом фон Хольком, а 11 октября сражался под командованием Валленштейна в Силезии в битве при Штайнау. 1 февраля 1634 года Фердинанд II назначил его фельдмаршалом. Не участвовал в Пильзеньском собрании офицеров армии Валленштайна. 18 февраля он был выведен из подчинения Валленштайна и назначен командующим в Силезию.
Наступление саксонского войска Ганса Арнима-Бойценбурга в Силезии, в мае разгромившего Иеронима Коллоредо при Легнице, принесло Рудольфу выговор от императора, среди прочего, за то, что он не обеспечил крепость Глогау достаточным количеством продовольствия. В июле ему пришлось защищать Прагу от Саксонии и Швеции, но в октябре смог отбросить шведов из Богемии. Чтобы улучшить позицию империи на переговорах о мире с Саксонией, Рудольфу Коллоредо нужно было вторгнуться в курфюршество и озанять там дополнительные опорные пункты, которые можно было обменять на завоёванные немцами крепости Силезии. Но полководец вёл себя пассивно, за исключением обеспечения безопасности Хемница и перевалов Рудных гор, из-за чего в декабре был вызван в суд в Вене и помещен под домашний арест по приказу главнокомандующего короля Венгрии и Чехии Фердинанда, на посту командующего в Богемии его сменил Франческо дель Каретто.

### Реабилитация

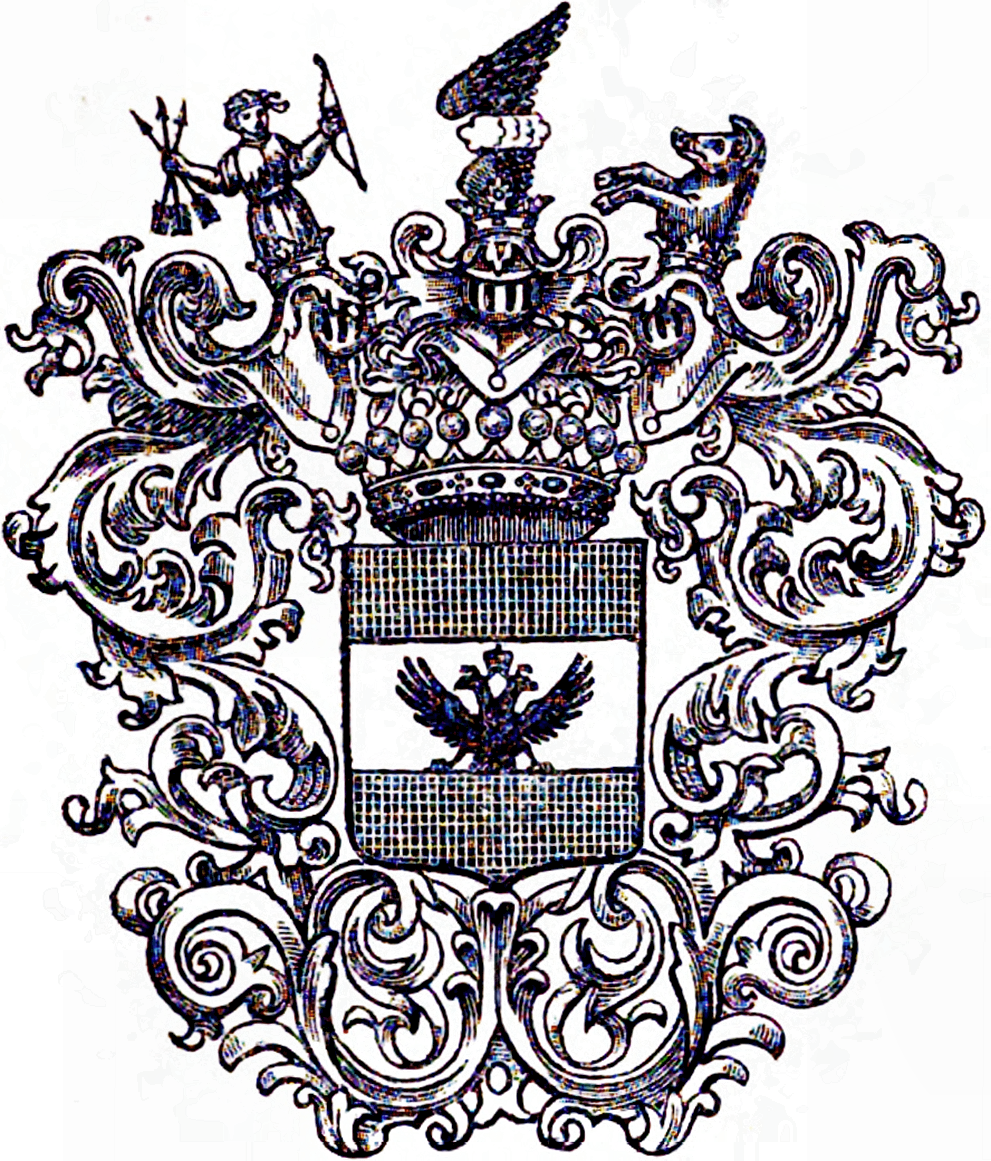
Герб (с 1624 года).

Реабилитированный в начале 1635 года стараниями Матиаса Галласа, он возглавил высвобожденные Пражским миром богемские войска, которые в июле были посланы на помощь герцогу Лотарингии Карлу IV в борьбе с захватившей его владения Францией.
В следующем году он вместе с Галласом выступил во Франш-Конте для помощи осаждённой армией Генриха II де Бурбон-Конде столицы провинции Доль. После успешной помощи в августе наступление на французскую часть Бургундии в начале ноября провалилось. Император наградил полководца в 1636 году богемским имением Опочно, которое было конфисковано после смерти Яна Рудольфа Трчки фон Липы. Рудольф также был назначен великим приором Мальтийского ордена Богемии в Страконице в 1637 году, в 1647 году стал послом ордена при императорском дворе.
В 1639 году был назначен губернатором Праги и командующим в Богемии вместо умершего Бальтасара Маррадаса. Он укрепил укрепления городов Прага, Кениггрец и Пардубице, но не имел фактического командования. В начале 1643 года по состоянию здоровья он отказался принять на себя временное командование главной армией вместо Оттавио Пикколомини.
В марте 1645 г. он был назначен действительным тайным советником. В 1646 году он провел государственный парламент в Праге в качестве имперского губернатора.
Своей смелой защитой старого и нового городов Праги после нападения шведской армии Ганса Кёнигсмарка на Малу-Страну 26 июля 1648 года предотвратил развитие наступления противника, удерживая большую часть города в ходе продолжавшейся несколько месяцев осады. Рудольф Коллоредо получил место и право голоса в Швабской имперской графской коллегии.
После смерти бездетного Рудольфа его наследником стал сын его брата Иеронима Людвиг, который не завёл семью и не оставил сыновей. Опочно теперь перешел к его двоюродному брату и графу Иерониму Коллоредо, который стал основателем княжеской линии.